# Семизяброва акула гостроноса
Семизяброва акула гостроноса (Heptranchias perlo) — монотипичний вид акул роду Heptranchias родини Багатозяброві акули. Інша назва «попеляста семизяброва акула».

## Опис
Загальна довжина сягає 1,3, зазвичай 60-120 см. Голова довга. Морда загострена і вузька. Наділена великими флуоресцентними очима, які дозволяють бачити на глибині. Рот вузький та сильно вигнутий. Має маленькі зазубрені зуби з багатьма вершечками, що допомагає утримувати слизьку здобич. На верхній щелепі зуби менші, ніж на нижній. Загалом на верхній щелепі є 18-22 зубів, на нижній — 10. В наявності 7 пар зябер з кожної сторони, що розташовані в основі грудних плавців, поєднуються на горлі. Тіло струнке, обтічне. Грудні плавці широкі, трикутні, але короткі. Має 1 спинний плавець, що розташований близько до хвостового плавця. В останнього добре розвинена, довга верхня лопать. Нижня лопать доволі маленька. Анальний плавець маленький.
Забарвлення спини коричневе з сірим відтінком, черева — світло-коричневе. Звідси походить друга назва цієї акули. Очі у неї зеленого кольору. На черевних плавцях присутні темні плямочки.

## Спосіб життя
Веде напівпелагічний спосіб життя. Тримається від поверхні до 1000 м, проте зазвичай не опускається нижче 500 м. Зустрічається на континентальному шельфі та схилах. Активна вночі. Доволі моторна та агресивна акула. Утворює великі групи, хоча зустрічаються й одинаки. Живиться костистими та дрібними хрящовими рибами, кальмарами, іноді ракоподібними.
Статева зрілість у самців настає при розмірах у 75-85 см, самиць — 90-100 см. Це яйцеживородна акула. Самиця народжує від 9 до 20 акуленят завдовжки 26 см.
Може становити небезпеку для людей, які її потурбують. Не має промислового значення. В деяких країнах використовують задля виготовлення рибного борошна.
Може становити небезпеку для людини.

## Розповсюдження
Мешкає у помірних та тропічних водах по обох берегах Атлантичного океану — на півночі Мексиканської затоки, біля Куби, Іспанії, Африки (від Марокко до Намібії), в Середземному морі, також від Венесуели до Аргентини. В Індійському океані представлена окремими ареалами: біля ПАР та Мозамбіку; північного Мадагаскару; південно-західної Індії; західної Австралії. В Тихому океані зустрічається від Нової Зеланді та Австралії; південної Індонезії; Китаю, Тайваня, Корейського півострова та Японії. Інший тихоокеанський ареал цієї акули існує біля берегів Чилі.